# Management buy-in
El Management buy-in (MBI), al español "compra con inserción del ejecutivo" es la adquisición de una empresa por parte de un ejecutivo externo o con la ayuda económica de un inversor pero con la ayuda de un ejecutivo externo. Este escenario se produce principalmente cuando un ejecutivo externo no está de acuerdo como el ejecutivo operativo lleva las riendas de la empresa.
El campo del desarrollo de software se habla de MBI, cuando un cliente se involucra totalmente en el proyecto. Está continuamente disponible, verifica cada versión del software y dirige el proyecto priorizando los requisitos.